# Iža
Iža este o comună slovacă, aflată în districtul Komárno din regiunea Nitra, pe malul râului Dunărea. Localitatea se află la altitudinea de 108 m deasupra n.m., se întinde pe o suprafață de 28,02 km2 și în 2017 număra 1.651 de locuitori. Se învecinează cu Komárno, Komárom și Almásfüzitő.

## Istoric
Localitatea Iža este atestată documentar din 1268.

## Demografie
| An:                | 1994 | 2004   | 2014   | 2024   |
| ------------------ | ---- | ------ | ------ | ------ |
| Număr de persoane: | 1626 | 1632   | 1636   | 1797   |
| Diferență:         |      | +0,36% | +0,24% | +9,84% |

| An:                | 2023 | 2024   |
| ------------------ | ---- | ------ |
| Număr de persoane: | 1786 | 1797   |
| Diferență:         |      | +0,61% |